# Rivalità calcistica Giappone-Corea del Sud

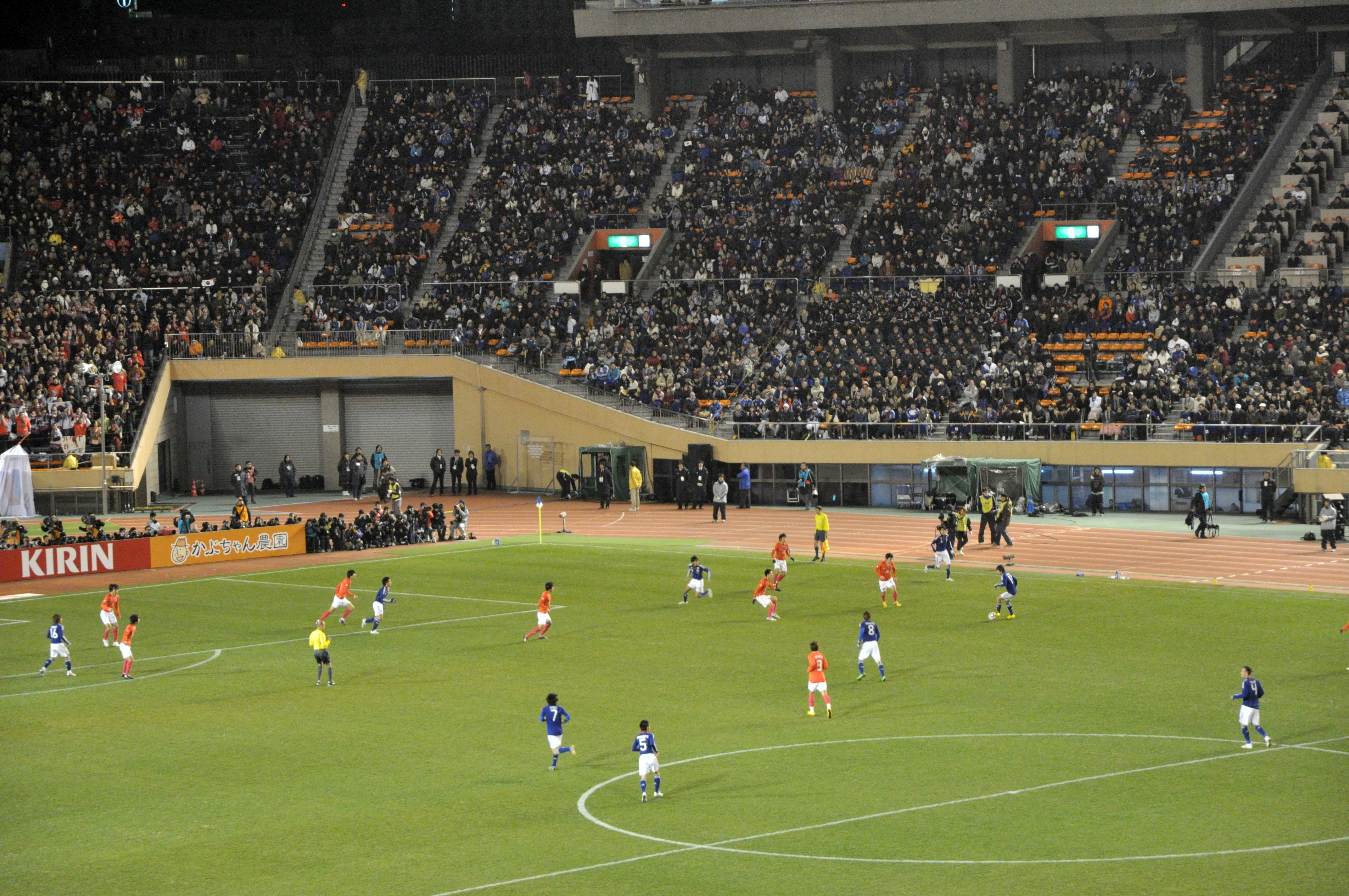
Una foto della partita giocata il 14 febbraio 2010 in Coppa d'Asia orientale: finirà 3-1 per i sudcoreani.

La rivalità calcistica Giappone-Corea del Sud nasce soprattutto per motivi extracalcistici legati alla dominazione giapponese in Corea nel periodo 1910-1945. Nelle lingue locali lo scontro tra le due squadre è definito haniljeon (한일전?) in coreano o nikkansen (日韓戦?) in giapponese.

## Storia
Il primo scontro diretto avvenne il 7 marzo del 1954 a Tokyo nel corso delle qualificazioni ai Mondiali. La Sud Corea si impose col risultato di 5-1.
La prima affermazione giapponese arriverà due anni dopo, in una gara di qualificazione ai Giochi olimpici (con il punteggio di 2-0).
Nel corso degli anni cinquanta la nazionale sud coreana riuscirà ad imporsi in diversi scontri diretti dimostrando una sostanziale superiorità rispetto ai nipponici. In questi anni la Corea del Sud vinse per due volte la Coppa d'Asia, nel 1956 e nel 1960.
Dopo il lancio della J League nel 1992 il Giappone venne prepotentemente alla ribalta del calcio asiatico conquistando 4 edizioni su 6 della Coppa d'Asia e divenendo così la squadra più titolata del continente. Inoltre dal 1998 ha ottenuto sempre la qualificazione per i mondiali (attualmente è alla sua quinta partecipazione consecutiva).
I sud coreani rispondono con ben otto partecipazioni consecutive ai Mondiali fra cui l'exploit nel 2002 nell'edizione co-ospitata proprio con i nipponici, dove la Corea del Sud raggiunse la semifinale.
Negli anni dieci del XX secolo le due nazioni divennero le principali scuole calcistiche del continente asiatico, perciò la rivalità acquisì anche connotazioni di pura rivalità calcistica. Tra gli scontri più significativi di questo periodo si ricorda la vittoria giapponese ai rigori nella semifinale di Coppa d'Asia 2011 e l'amichevole dello stesso anno vinta dai Blue Samurai per 3-0; si segnala d'altra parte l'importante successo della Corea del Sud nella finale per il bronzo alle Olimpiadi 2012.
Il bilancio complessivo è il seguente:
- Incontri totali: 76
- Vittorie della Sud Corea: 40
- Vittorie del Giappone: 14
- Pareggi: 22

## Tabella riassuntiva
| #  | Data       | Sede                                | Competizione                   | In casa       | Risultato       | In trasferta  | Marcatori Corea del Sud                      | Marcatori Giappone                         |
| -- | ---------- | ----------------------------------- | ------------------------------ | ------------- | --------------- | ------------- | -------------------------------------------- | ------------------------------------------ |
| 1  | 07/03/1954 | Meiji Shrine Stadium, Tokyo         | Qual. mondiali 1954            | Giappone      | 1 – 5           | Corea del Sud | 22' Chung, 34' Choi, 65' Sung, 82', 85' Choi | 10' Naganuma                               |
| 2  | 14/03/1954 | Meiji Shrine Stadium, Tokyo         | Qual. mondiali 1954            | Corea del Sud | 2 – 2           | Giappone      | 20' Chung, 43' Choi                          | 17', 61' Iwatani                           |
| 3  | 03/06/1956 | Meiji Shrine Stadium, Tokyo         | Qual. Olimpiadi 1956           | Giappone      | 2 – 0           | Corea del Sud |                                              | 54' Uchino, 77' Iwabuchi                   |
| 4  | 10/06/1956 | Meiji Shrine Stadium, Tokyo         | Qual. Olimpiadi 1956           | Corea del Sud | 2 – 0           | Giappone      | Sung, Choi                                   |                                            |
| 5  | 05/09/1959 | Malaya                              | Torneo Merdeka                 | Giappone      | 0 – 0           | Corea del Sud |                                              |                                            |
| 6  | 06/09/1959 | Malaya                              | Torneo Merdeka                 | Corea del Sud | 3 – 1           | Giappone      | 2' Choi, 8' Cha, 57' Cho                     | 12' Uchino                                 |
| 7  | 13/12/1959 | Korakuen Velodrome, Tokyo           | Qual. Olimpiadi 1960           | Corea del Sud | 2 – 0           | Giappone      | 51' Choi, 57' Moon                           |                                            |
| 8  | 20/12/1959 | Korakuen Velodrome, Tokyo           | Qual. Olimpiadi 1960           | Giappone      | 1 – 0           | Corea del Sud |                                              | 70' Ninomiya                               |
| 9  | 06/11/1960 | Hyochang Stadium, Seul              | Qual. mondiali 1962            | Corea del Sud | 2 - 1           | Giappone      | 39', 41' Chung                               | 21' Sasaki                                 |
| 10 | 11/06/1961 | Korakuen Velodrome, Tokyo           | Qual. mondiali 1962            | Giappone      | 0 - 2           | Corea del Sud | 20' Chung, 71' Yoo                           |                                            |
| 11 | 30/08/1962 | Indonesia                           | Giochi Asiatici 1962           | Corea del Sud | 1 - 0           | Giappone      | 80' Cho                                      |                                            |
| 12 | 13/08/1963 | Malaya                              | Torneo Merdeka                 | Corea del Sud | 1 – 1           | Giappone      | 64' Cha                                      | 65' Tsugitani                              |
| 13 | 01/08/1967 | Taipei, Taiwan                      | Qual. Coppa d'Asia 1968        | Giappone      | 2 – 1           | Corea del Sud | 52' Jung                                     | 40' Kuwahara, 46' Hiroshi                  |
| 14 | 07/10/1967 | Stadio Olimpico, Tokyo              | Qual. Olimpiadi 1968           | Giappone      | 3 – 3           | Corea del Sud | 54' Lee, 69', 72' Huh                        | 13' Miyamoto, 37' Sugiyama, 70' Kamamoto   |
| 15 | 12/10/1969 | Dongdaemun Stadium, Seul            | Qual. mondiali 1970            | Corea del Sud | 2 – 2           | Giappone      | 8' Kim, 38' Park                             | 33' Miyamoto, 50' Kuwahara                 |
| 16 | 18/10/1969 | Dongdaemun Stadium, Seul            | Qual. mondiali 1970            | Corea del Sud | 2 – 0           | Giappone      | 17', 40' Chung                               |                                            |
| 17 | 02/08/1970 | Malaysia                            | Torneo Merdeka                 | Corea del Sud | 1 – 1           | Giappone      | 89' Park                                     | 60' Takahashi                              |
| 18 | 18/12/1970 | Bangkok, Thailandia                 | Giochi Asiatici 1970           | Giappone      | 1 – 2           | Corea del Sud | 40' Chung, 114' Park                         | 73' Ueda                                   |
| 19 | 02/10/1971 | Dongdaemun Stadium, Seul            | Qual. Olimpiadi 1972           | Corea del Sud | 2 – 1           | Giappone      | 47' Park, 83' Chung                          | 51' Nagai                                  |
| 20 | 26/07/1972 | Malaysia                            | Torneo Merdeka                 | Corea del Sud | 3 – 0           | Giappone      | 27', 64' Park, 58' Park                      |                                            |
| 21 | 14/09/1972 | Stadio Olimpico, Tokyo              | Amichevole                     | Giappone      | 2 – 2           | Corea del Sud | 48' Park, 65' Lee                            | 18', 89' Kamamoto                          |
| 22 | 23/06/1973 | Dongdaemun Stadium, Seul            | Amichevole                     | Corea del Sud | 2 – 0           | Giappone      | 56' Lee, 74' Kim                             |                                            |
| 23 | 28/09/1974 | Stadio Olimpico, Tokyo              | Amichevole                     | Giappone      | 4 – 1           | Corea del Sud | 65' Kim                                      | 35', 53' Kamamoto, 39' Yoshimura, 89' Arai |
| 24 | 09/08/1975 | Malaysia                            | Torneo Merdeka                 | Corea del Sud | 3 – 1           | Giappone      | 4', 42', 47' Cha                             | 17' Ochiai                                 |
| 25 | 08/09/1975 | Dongdaemun Stadium, Seul            | Amichevole                     | Corea del Sud | 3 – 0           | Giappone      | 3' Cho, 20' Park, 30' Lee                    |                                            |
| 26 | 21/03/1976 | Stadio Olimpico, Tokyo              | Qual. Olimpiadi 1976           | Giappone      | 0 - 2           | Corea del Sud | 2' Lee, 71' Park                             |                                            |
| 27 | 27/03/1976 | Dongdaemun Stadium, Seul            | Qual. Coppa d'Asia 1976        | Corea del Sud | 2 - 2           | Giappone      | 3' Kim, 77' Cha                              | 40', 88' Kamamoto                          |
| 28 | 18/08/1976 | Malaysia                            | Torneo Merdeka                 | Corea del Sud | 0 - 0           | Giappone      |                                              |                                            |
| 29 | 04/12/1976 | Stadio Olimpico, Tokyo              | Amichevole                     | Giappone      | 1 – 2           | Corea del Sud | 72' Huh, 76' Hwang                           | 33' Nagai                                  |
| 30 | 26/03/1977 | Stadio Olimpico, Tokyo              | Qual. mondiali 1978            | Giappone      | 0 – 0           | Corea del Sud |                                              |                                            |
| 31 | 03/04/1977 | Dongdaemun Stadium, Seul            | Qual. mondiali 1978            | Corea del Sud | 1 – 0           | Giappone      | 83' Cha                                      |                                            |
| 32 | 15/06/1977 | Dongdaemun Stadium, Seul            | Amichevole                     | Corea del Sud | 2 – 1           | Giappone      | 21' Kim, 25' Kim                             | 55' Kaneda                                 |
| 33 | 19/07/1978 | Malaysia                            | Torneo Merdeka                 | Corea del Sud | 4 - 0           | Giappone      | 20' Cho, 44' Cha, 75' Park, 88' Kim          |                                            |
| 34 | 15/12/1978 | Bangkok, Thailandia                 | Giochi Asiatici 1978           | Corea del Sud | 3 - 1           | Giappone      | 8' Lee, 28' Park, 68' Oh                     | 87' Kato                                   |
| 35 | 04/03/1979 | Stadio Olimpico, Tokyo              | Amichevole                     | Giappone      | 2 – 1           | Corea del Sud | 87' Oh                                       | 21' Usui, 25' Nakamura                     |
| 36 | 16/06/1979 | Dongdaemun Stadium, Seul            | Amichevole                     | Corea del Sud | 4 – 1           | Giappone      | 15', 25', 54' Park, 73' Shin                 | 47' Nagai                                  |
| 37 | 22/03/1980 | Malaysia                            | Qual. Olimpiadi 1980           | Corea del Sud | 3 – 1           | Giappone      | 34' Huh, 57', 79' Cho                        | 89' Takahara                               |
| 38 | 08/03/1981 | Stadio Olimpico, Tokyo              | Amichevole                     | Giappone      | 0 – 1           | Corea del Sud | 39' Chung                                    |                                            |
| 39 | 21/06/1981 | Busan Gudeok Stadium, Pusan         | Coppa del Presidente dell'AFC  | Corea del Sud | 2 – 0           | Giappone      | 43' Oh, 77' Lee                              |                                            |
| 40 | 21/03/1982 | Dongdaemun Stadium, Seul            | Amichevole                     | Corea del Sud | 3 – 0           | Giappone      | 2' Kang, 38' Choi, 52' Lee                   |                                            |
| 41 | 25/11/1982 | New Delhi, India                    | Giochi Asiatici 1982           | Giappone      | 2 - 1           | Corea del Sud | 21' Kang                                     | 58' Kimura, 79' Kaneda                     |
| 42 | 06/03/1983 | Stadio Olimpico, Tokyo              | Amichevole                     | Giappone      | 1 – 1           | Corea del Sud | 90' Kim                                      | 6' Tanaka                                  |
| 43 | 30/09/1984 | Stadio olimpico, Seul               | Amichevole                     | Corea del Sud | 1 – 2           | Giappone      | 42' Lee                                      | 36' Kimura, 50' Mizunuma                   |
| 44 | 02/10/1985 | Stadio Olimpico, Tokyo              | Qual. mondiali 1986            | Giappone      | 1 - 2           | Corea del Sud | 30' Chung, 42' Lee                           | 43' Kimura                                 |
| 45 | 03/11/1985 | Stadio olimpico, Seul               | Qual. mondiali 1986            | Corea del Sud | 1 – 0           | Giappone      | 61' Huh                                      |                                            |
| 46 | 26/10/1988 | Stadio Olimpico, Tokyo              | Amichevole                     | Giappone      | 0 – 1           | Corea del Sud | 43' Choi                                     |                                            |
| 47 | 06/12/1988 | Qatar SC Stadium, Doha              | Coppa d'Asia 1988              | Corea del Sud | 2 – 0           | Giappone      | 13' Hwang, 35' Kim                           |                                            |
| 48 | 05/05/1989 | Dongdaemun Stadium, Seul            | Amichevole                     | Corea del Sud | 1 – 0           | Giappone      | 63' Lee                                      |                                            |
| 49 | 27/07/1990 | Pechino, Cina                       | Dynasty Cup                    | Corea del Sud | 2 – 0           | Giappone      | 34' Hwang, 66' Kim                           |                                            |
| 50 | 27/07/1991 | Nagasaki, Giappone                  | Amichevole                     | Giappone      | 0 – 1           | Corea del Sud | 62' Ha                                       |                                            |
| 51 | 22/08/1992 | Pechino, Cina                       | Dynasty Cup                    | Corea del Sud | 0 – 0           | Giappone      |                                              |                                            |
| 52 | 29/08/1992 | Pechino, Cina                       | Dynasty Cup                    | Giappone      | 2 – 2 (4-2 dtr) | Corea del Sud | 32' Jung, 97' Kim                            | 83' Nakayama, 96' Takagi                   |
| 53 | 25/10/1993 | Khalifa International Stadium, Doha | Qual. mondiali 1994            | Giappone      | 1 – 0           | Corea del Sud |                                              | 61' Miura                                  |
| 54 | 11/10/1994 | Hiroshima, Giappone                 | Giochi Asiatici 1994           | Giappone      | 2 – 3           | Corea del Sud | 51' Yoo, 77', 89' Hwang                      | 30' Miura, 86' Ihara                       |
| 55 | 21/02/1995 | Hong Kong Stadium, So Kon Po        | Dynasty Cup                    | Corea del Sud | 1 – 1           | Giappone      | 67' Lee                                      | 47' Kurosaki                               |
| 56 | 26/02/1995 | Hong Kong Stadium, So Kon Po        | Dynasty Cup                    | Giappone      | 2 – 2 (5-3 dtr) | Corea del Sud | 27', 90+2' Lee                               | 2' Fukuda, 87' Yamaguchi                   |
| 57 | 21/05/1997 | Stadio Olimpico, Tokyo              | Amichevole                     | Giappone      | 1 – 1           | Corea del Sud | 56' Yoo                                      | 88' Miura                                  |
| 58 | 28/09/1997 | Stadio Olimpico, Tokyo              | Qual. mondiali 1998            | Giappone      | 1 – 2           | Corea del Sud | 83' Seo, 86' Lee                             | 65' Yamaguchi                              |
| 59 | 01/11/1997 | Stadio olimpico, Seul               | Qual. mondiali 1998            | Corea del Sud | 0 – 2           | Giappone      |                                              | 1' Nanami, 37' Lopes                       |
| 60 | 01/03/1998 | International Stadium, Yokohama     | Dynasty Cup                    | Giappone      | 2 – 1           | Corea del Sud | 21' Lee                                      | 18' Nakayama, 89' Jō                       |
| 61 | 01/04/1998 | Stadio olimpico, Seul               | Amichevole                     | Corea del Sud | 2 – 1           | Giappone      | 40' Lee, 72' Hwang                           | 61' Nakayama                               |
| 62 | 07/12/1998 | Bangkok, Thailandia                 | Giochi Asiatici 1998           | Corea del Sud | 2 – 0           | Giappone      | 31', 46' Choi                                |                                            |
| 63 | 26/04/2000 | Stadio olimpico, Seul               | Amichevole                     | Corea del Sud | 1 – 0           | Giappone      | 78' Ha                                       |                                            |
| 64 | 20/12/2000 | Stadio Olimpico, Tokyo              | Amichevole                     | Giappone      | 1 – 1           | Corea del Sud | 14' Ahn                                      | 56' Hattori                                |
| 65 | 16/04/2003 | Seoul World Cup Stadium, Seul       | Amichevole                     | Corea del Sud | 0 – 1           | Giappone      |                                              | 90+2' Nagai                                |
| 66 | 31/05/2003 | Stadio Olimpico, Tokyo              | Amichevole                     | Giappone      | 0 – 1           | Corea del Sud | 86' Ahn                                      |                                            |
| 67 | 10/12/2003 | International Stadium, Yokohama     | Coppa dell'Asia orientale 2003 | Giappone      | 0 – 0           | Corea del Sud |                                              |                                            |
| 68 | 07/08/2005 | Stadio di Taegu, Taegu              | Coppa dell'Asia orientale 2005 | Corea del Sud | 0 – 1           | Giappone      |                                              | 86' Nakazawa                               |
| 69 | 28/07/2007 | Gelora Sriwijaya Stadium, Palembang | Coppa d'Asia 2007              | Corea del Sud | 0 – 0 (6-5 dtr) | Giappone      |                                              |                                            |
| 70 | 23/02/2008 | Olympic Sports Center, Chongqing    | Coppa dell'Asia orientale 2008 | Giappone      | 1 – 1           | Corea del Sud | 15' Yeom                                     | 67' Yamase                                 |
| 71 | 14/02/2010 | Stadio Olimpico, Tokyo              | Coppa dell'Asia orientale 2010 | Giappone      | 1 – 3           | Corea del Sud | 33' Lee, 39' Lee, 70' Kim                    | 23' Endō                                   |
| 72 | 24/05/2010 | Saitama Stadium 2002, Saitama       | Amichevole                     | Giappone      | 0 – 2           | Corea del Sud | 6' Park, 90+1' Park                          |                                            |
| 73 | 12/10/2010 | Seoul World Cup Stadium, Seul       | Amichevole                     | Corea del Sud | 0 – 0           | Giappone      |                                              |                                            |
| 74 | 25/01/2011 | Al-Gharafa Stadium, Doha            | Coppa d'Asia 2011              | Giappone      | 2 – 2 (3-0 dtr) | Corea del Sud | 23' Ki, 120' Hwang                           | 36' Maeda, 97' Hosogai                     |
| 75 | 10/08/2011 | Sapporo Dome, Sapporo               | Amichevole                     | Giappone      | 3 – 0           | Corea del Sud |                                              | 35', 55' Kagawa, 53' Honda                 |
| 76 | 28/07/2013 | Stadio olimpico, Seul               | Coppa dell'Asia orientale 2013 | Corea del Sud | 1 – 2           | Giappone      | 33' Yun                                      | 24', 90+1' Kakitani                        |
| 77 | 05/08/2015 | Wuhan Sports Center Stadium Wuhan   | Coppa dell'Asia orientale 2015 | Giappone      | 1 – 1           | Corea del Sud | 26' Jang                                     | 39' Yamaguchi                              |
| 78 | 16/12/2017 | Ajinomoto Stadium Tokyo             | Coppa dell'Asia orientale 2017 | Giappone      | 1 – 4           | Corea del Sud | 13', 35' Kim, 23' Jung, 69' Yeom             | 3' Kobayashi                               |
| 79 | 18/12/2019 | Busan Asiad Stadium Busan           | Coppa dell'Asia orientale 2019 | Corea del Sud | 1 – 0           | Giappone      | 28' Hwang                                    |                                            |
| 80 | 25/03/2021 | Stadio Nissan Yokohama              | Amichevole                     | Giappone      | 3 – 0           | Corea del Sud |                                              | 16' Yamane, 27' Kamada, 83' Endo           |
| 81 | 27/07/2022 | Stadio Toyota Toyota                | Coppa dell'Asia orientale 2022 | Giappone      | 3 – 0           | Corea del Sud |                                              | 49' Soma, 64' Sasaki, 72' Machino          |